# Rosttinamo
Rosttinamo (Crypturellus brevirostris) är en fågel i familjen tinamoer inom ordningen tinamofåglar.

## Utbredning och systematik
Fågeln förekommer i tre skilda områden: nordvästra Brasilien och troligen intilligande Colombia; södra Guyana och södra Surinam; Franska Guyana och nordöstra Brasilien (Amapá). Den behandlas som monotypisk, det vill säga att den inte delas in i några underarter.

## Status
IUCN kategoriserar arten som livskraftig.